# 特征工程
特徵工程（英語：feature engineering）又稱特徵提取（英語：feature extraction）或特徵發現（英語：feature discovery）是使用領域知識從原始數據中提取特徵（特徵、屬性、特性）的過程。 是机器学习和概率模型中的一个预处理步骤。该步骤的主要功能，是将原始数据转换为更有效的输入集。與僅向機器學習過程提供原始數據相比，其動機是使用這些額外的功能來提高機器學習的准确性和决策能力。
除了机器学习之外，特征工程的原理还被应用于包括物理学在内的各种科学领域。例如，物理学家构建无量纲量，如流体动力学中的雷诺数、传热中的努塞尔数以及沉降领域中的阿基米德数。该思想也被用于初步近似，例如力学中材料强度的解析解。